# Noville
Noville é uma comuna da Suíça, situada no distrito de Aigle, no cantão de Vaud. Tem 10,32 km² de área e sua população em 2018 foi estimada em 1.113 habitantes.